# Vallhamra ishall
Vallhamra ishall är Partille HK:s hemmaarena. Ishallen ligger i centrala Sävedalen cirka 1 mil utanför Göteborg.
Ishallen stod färdig i september 1981, och byggdes genom att isbanan vid Vallhamra Idrottsplats försågs med en överbyggnad. Själva isbanan anlades 1969. Vallhamra ishall har idag läktarplatser för cirka 300 åskådare.
Förutom ishockey används ishallen för konståkning och allmänhetens åkning. Partille Hockeyklubb och Partille Konståkningsklubb har sina klubblokaler i hallen.